# Dexter (Missouri)
Dexter és una població dels Estats Units a l'estat de Missouri. Segons el cens del 2000 tenia 7.356 habitants.

## Demografia
Segons el cens del 2000, Dexter tenia 7.356 habitants, 3.237 habitatges, i 2.019 famílies. La densitat de població era de 466,4 habitants per km².
Dels 3.237 habitatges en un 29,4% hi vivien nens de menys de 18 anys, en un 47% hi vivien parelles casades, en un 12,1% dones solteres, i en un 37,6% no eren unitats familiars. En el 33,8% dels habitatges hi vivien persones soles el 17,7% de les quals corresponia a persones de 65 anys o més que vivien soles. El nombre mitjà de persones vivint en cada habitatge era de 2,23 i el nombre mitjà de persones que vivien en cada família era de 2,83.
Per edats la població es repartia de la següent manera: un 23,7% tenia menys de 18 anys, un 9,2% entre 18 i 24, un 25,9% entre 25 i 44, un 20,9% de 45 a 60 i un 20,3% 65 anys o més.
L'edat mediana era de 39 anys. Per cada 100 dones de 18 o més anys hi havia 77,3 homes.
La renda mediana per habitatge era de 23.116 $ i la renda mediana per família de 32.175 $. Els homes tenien una renda mediana de 26.724 $ mentre que les dones 17.409 $. La renda per capita de la població era de 15.034 $. Entorn del 14,8% de les famílies i el 18,3% de la població estaven per davall del llindar de pobresa.

## Poblacions més properes
El següent diagrama mostra les poblacions més properes.